# Violet Brown
Violet Brown (Duanvale, 10 de marzo de 1900-Bahía Montego, 15 de septiembre de 2017) fue una supercentenaria jamaicana que a los 117 años y 189 días era la persona viva más anciana del mundo desde el fallecimiento de Emma Morano el 15 de abril de 2017 y la persona más anciana de América desde el fallecimiento de Susannah Mushatt Jones el 12 de mayo de 2016, 
Brown, al haber nacido en Jamaica cuando está aún era parte del Imperio Británico, fue la última súbdita con vida de la reina Victoria del Reino Unido y Emperatriz de India, comparte este título con Ethel Caterham, quien es actualmente la última subdita con vida del rey Eduardo VII, hijo y sucesor de Victoria.
Brown, junto con Nabi Tajima, fue una las dos últimas personas vivas nacidas en el siglo XIX. Es la persona negra más longeva de la historia.  
Desde el 25 de julio de 2017 hasta el 9 de febrero de 2018, fue la cuarta persona más longeva de la historia, la persona más longeva que vivió en tres siglos diferentes y la persona viva más anciana desde el fallecimiento de la estadounidense Sarah Knauss el 30 de diciembre de 1999. 
Su fecha de nacimiento había sido asumida erróneamente el 4 de marzo de 1900 y el 15 de marzo de 1900. Sin embargo, fue oficialmente reconocida como el 10 de marzo de 1900 por el Gerontology Research Group en 2014. Brown nació cuando Jamaica era parte del Imperio británico y era la última antigua súbdita de la reina Victoria del Reino Unido.
Brown era una de los cuatro hijos de John Mosse, un calderero de azúcar, y Elizabeth Riley, que murió a los 96 años. Fue bautizada a los 13 años. Se casó con Augustus Gaynor Brown, con quien tuvo una hija.
El primer hijo de Brown, Harold Fairweather (nacido el 15 de abril de 1920 y fallecido el 19 de abril de 2017), se creía que era la persona más anciana con un progenitor vivo en el mundo hasta su fallecimiento a los 97 años y cuatro días.
Sus otros hijos fueron, Elsie Dowman (1923-2009), Irving Russell (1923-1989), Barrington Russell, Morris Davis, Idalyn Wilks. Elsie e Irving eran gemelas.
También era la tercera persona en cumplir 117 años en el siglo XXI y la sexta en hacerlo a lo largo de la historia.
El 10 de marzo de 2017, se convirtió en la única persona jamaiquina en llegar a la edad de 117 años. El 15 de abril de 2017, a los 117 años y 36 días, recibió el título de la persona viva más anciana del mundo, convirtiéndola en la segunda persona con mayor edad en recibirlo, después de Sarah Knauss a los 117 años y 204 días, hasta que Nabi Tajima la superó el 9 de septiembre de 2017, quien el 15 de septiembre tenía 117 años y 42 días. A su muerte el 15 de septiembre tenía 117 años y 189 días.